# James Mill
James Mill, nacido como James Milne (Northwater Bridge, Angus; 6 de abril de 1773–Londres; 23 de junio de 1836), fue un historiador, economista, politólogo y filósofo escocés.

## Biografía
Nació en Northwater Bridge, en la parroquia de Logie-Pert, Angus. Hijo de un zapatero, su madre, Isabel Fenton, resolvió que su hijo debía tener educación de primer nivel, y lo envió a la escuela de la parroquia primero, y luego a la Academia Montrose, donde permaneció hasta la inusual edad de diecisiete años y medio. Luego, ingresó en la Universidad de Edimburgo, donde se distinguió como erudito en la Antigua Grecia.
En octubre de 1798 se licenció como predicador, pero no obtuvo demasiado éxito. Desde 1790 hasta 1802, además de varios tutorados, se ocupó de estudios históricos y filosóficos. Con un panorama un tanto desalentador acerca de su carrera en Escocia, en 1802 partió hacia Londres, en compañía de John Stuart, quien luego sería un integrante del Parlamento y un devoto del trabajo literario. Desde 1803 hasta 1806 fue el editor de un ambicioso periódico llamado Literary Journal, que profesó brindar una visión sumaria de todos los ámbitos importantes del conocimiento humano. Durante este período también editó el St James's Chronicle, perteneciente al mismo propietario. En 1804 escribió un panfleto acerca del comercio del maíz, argumentando contra una recompensa por la exportación del grano. En 1805 publicó la traducción (con notas y citas) del trabajo de Charles de Villers sobre la Reforma, una implacable exposición de los presuntos vicios del sistema papal. En 1805 se casó con Harriet Burrow, cuya madre, una viuda, tenía un establecimiento para lunáticos en Hoxton. Se radicó en Pentonville, donde nació su hijo mayor John Stuart Mill, en 1806. Cerca del final de ese año, comenzó a trabajar en su Historia de la India, que le llevó doce años para completar, en lugar de los tres o cuatro estimados en un principio.
En 1808 trabó relación con Jeremy Bentham, y durante muchos años fue su aliado y compañero más cercano. Adoptó sus principios en su totalidad, y determinó sus energías en mostrarlas al mundo. En ese año además comenzó a escribir para el Edinburg Review, donde contribuiría asiduamente hasta 1813, siendo su primer artículo Dinero e intercambio. Escribió además de Hispanoamérica, China, General Miranda y la libertad de la prensa. En el Annual Review de 1808 dos artículos de su autoría son rastreables: uno acerca de la historia de Fox, y otro acerca de las reformas legales de Bentham, siendo esta última probablemente la primera noticia de Bentham. En 1811 cooperó con William Allen (1770-1843), cuáquero y químico, en un periódico llamado El Filantropista. Contribuyó mayoritariamente en todos los números; sus tópicos de preferencia fueron la educación, la libertad de prensa y la disciplina carcelaria. Realizó violentos ataques a la iglesia en conexión con la controversia de Bell y Lancaster, y tomó una parte prominente en las discusiones que llevaron a la fundación de la Universidad de Londres en 1825. En 1814 escribió un número de artículos conteniendo una exposición de utilitarismo, para el suplemento de la quinta edición de la Enciclopedia Británica.
En 1818 la Historia de la India fue publicada, y obtuvo un éxito inmediato. Esto catapultó sus finanzas. Al año siguiente, fue designado oficial en la Casa India, en el importante departamento de examinador de Correspondencia India. Gradualmente aumentó su rango, hasta llegar a ser en 1830 jefe de la oficina. Su gran trabajo, Elementos de la política económica apareció en 1821.
Desde 1824 hasta 1826 Mill colaboró en la Westminster Review. En 1829 apareció su Análisis del fenómeno de la mente humana. Desde 1831 hasta 1833 Mill se ocupó de la defensa de la Compañía Británica de las Indias Orientales. Escribió para la London Review en 1834 un notable artículo titulado La iglesia y su reforma, siendo muy escéptico para su época, dañando la imagen del Review. Su último libro publicado fue el Fragmento sobre Mackintosh (1835).
Mill tuvo un conocimiento minucioso del griego y la literatura en latín, Historia general, política, mental y filosofía moral.
Su intelecto era lógico hasta en el punto más alto, era claro y preciso, un enemigo del razonamiento vago, y rápido para refutar predominantes falacias. Todo su trabajo está marcado por su pensamiento constructivo original, excepto en algunos puntos en los cuales confesó exponer el punto de vista de Bentham. En una época en la cual los temas sociales eran tratados de manera empírica, él acarreó principios para cualquier materia. Su mayor monumento literario es la Historia de la India. Este trabajo y la conexión oficial del autor con la India en los últimos diecisiete años de su vida, llevó a un cambio completo en la manera de gobernar dicho país. Mill nunca visitó la India, apoyándose solo en los documentos y archivos que reunió en su trabajo, lo que hizo que notables economistas desdeñaran su libro.
Mill además contribuyó en la política británica, y era el mayor radical en Gran Bretaña. Sus escritos en el Gobierno y su influencia personal entre los políticos liberales de su tiempo, determinó un cambio de visión acerca de las teorías de la Revolución francesa respecto a los derechos de los hombres y de la absoluta igualdad de los mismos en el clamor de las seguridades de gobierno.
En su Análisis de la mente y su Fragmento sobre Mackintosh Mill se ganó un lugar en la historia de la psicología y la ética, pues en ellos abordó los problemas de la mente mucho antes que la Ilustración escocesa, representada por Thomas Reid, Dugald Stewart y Thomas Brown.